# Ron Waldron
Ronald Gwyn „Ron“ Waldron (* 14. Dezember 1933 in Neath, Glamorgan) ist ein ehemaliger walisischer Rugby-Union-Spieler und -trainer. Er spielte als Pfeiler.
Waldron absolvierte seine komplette Spielerkarriere beim Neath RFC, den er in den 1980er-Jahren als Trainer zum dominanten Verein in Wales machte. 1965 kam er zu vier Einsätzen in der Nationalmannschaft während der Five Nations. 1990 übernahm er die Leitung der Landesauswahl als Trainer. Von den zehn Spielen unter ihm wurden jedoch nur zwei gewonnen. Nach der Tour durch Australien, die mit einer 71:8-Niederlage gegen die Waratahs endete, zog er sich von seinem Posten zurück.